# Atacuri cibernetice asupra României (2022)
De la începerea conflictului din Ucraina, atacurile cibernetice asupra României s-au intensificat în 2022.

## Atacuri cibernetice
La 30 martie, a avut loc un atac cibernetic prin e-mail înregistrat de Directoratul Național de Securitate Cibernetică. Atacatorii au intrat în câteva calculatoare ale instituțiilor publice sau ale unor firme private care lucrează cu publicul.
La 29 aprilie, mai multe site-uri ale unor autorități naționale, respectiv instituții financiar-bancare au fost victimele unui atac cibernetic de tip Distributed-Denial-of-Service (DDoS) care a dus la indisponibilizarea site-urilor pentru câteva ore. Atacul cibernetic a fost revendicat de gruparea KILLNET de sorginte estică, pro-rusă. Gruparea KILLNET a revendicat atacurile asupra site-urilor guvernului, Ministerului Apărării, Poliției de Frontieră, CFR Călători și a altor instituții și au justificat operațiunea ca fiind o reacție la declarațiile președintelui PSD Marcel Ciolacu, care a promis ucrainenilor asistență maximă, inclusiv în privința livrărilor de arme.
La 30 aprilie, a avut loc un atac cibernetic asupra site-ului Poliției Române.
La 1 mai, gruparea pro-rusă KILLNET  a atacat site-urile aeroporturilor din România. De asemenea, site-ul și aplicația Digi24 au fost temporar indisponibile. Specialiștii STS au blocat mii de atacuri cibernetice în weekendul 30 aprilie - 1 mai.
Hackerii pro-ruși au revendicat unele atacuri pe pagina lor de Telegram.

## Zone și domenii afectate
În 2022, Bucureștiul a fost cel mai afectat de atacuri cibernetice, urmat de Banat și Moldova. În ceea ce privește domeniile afectate, industria farma a fost cea mai afectată (32% dintre atacuri), urmată de zona guvernamentală și serviciile publice (23% dintre incidente), energie (22%), retail (16%) și transporturi (7%) .
Ransomware a fost principalul tip de atac depistat, reprezentând 35% din total, urmat de DDoS - cu o pondere de 25% din total, și phishing, cu 21% .